# Soft systems methodology
La Soft systems methodology (SSM) és una metodologia de modelització de processos organitzatius i es pot utilitzar tant per a la resolució de conflictes com per a la gestió del canvi. Va ser desenvolupat a Anglaterra per acadèmics del Departament de Sistemes de la Universitat de Lancaster a través d'un programa de recerca al llarg de deu anys. La Soft Systems Methodology és el resultat de la recerca que Peter Checkland, Brian Wilson i molts d'altres han dut a terme durant més de 30 anys per proporcionar un marc conceptual per a persones que s'han d'enfrontar amb situacions problemàtiques i no tenen una definició formal del problema.

## Descripció
Normalment es comet l'error de pensar que la SSM és una metodologia per a tractar exclusivament problemes soft; és a dir, problemes que involucren elements psicològics, socials i culturals. La SSM no fa diferència entre els problemes soft i els problemes hard, simplement ofereix una forma diferent de fer front a situacions percebudes com a problemàtiques. Una situació problemàtica no té la qualitat de hard o soft si no un aspecte de la forma d'abordar la situació per part dels involucrats i cada situació percebuda com a problemàtica té els dos elements. La noció mateixa d'un problema depèn de la persona que la percep: un home pot ser un terrorista o un lluitador per la llibertat si és vist per altres persones.
La SSM es distingeix a ella mateixa dels enfocaments més hard en la forma en què tracta la noció de sistema. Comparteix amb els enfocaments hard la visió dels sistemes com a entitats ontològiques, és a dir, entitats existents en el món real. Quan parlem d'un sistema informàtic, d'un sistema d'informació, d'un sistema de telecomunicacions, o d'un sistema de transport, ens referim a aquestes entitats com a delimitades amb una existència física i que pot ser descrita o dissenyada per a complir amb un determinat propòsit.
Per contra la SSM tracta la noció de sistema com epistemològic en lloc d'una entitat ontològica. És a dir com una construcció mental utilitzada pels humans per entendre millor les situacions. Si mirem per exemple a una determinada organització com un sistema, podem descriure aquesta organització com un sistema per a obtenir un benefici, o un sistema per a transformar matèries primeres en un producte comercial, o un sistema per a proporcionar llocs de treball a una comunitat, o un sistema de contaminar el medi ambient. Depenent de la perspectiva que adoptem, tindrem una visió molt diferent d'aquesta organització.
Cap d'aquestes descripcions no és bona ni dolenta, són només formes diferents d'entendre què està passant. Això ens obliga a prendre consciència de la nostra perspectiva particular i valors, i aquests al seu torn, determinen quins aspectes de la situació entenem com a part del sistema que ens preocupa. Per exemple, si veiem aquesta organització com un sistema per transformar matèries premeres en un producte comercial, és probable que inclogui els proveïdors de matèries primeres i els clients que compren el producte final a la nostra explicació del sistema. No obstant això, si ens fixem en l'organització com un sistema per a proporcionar llocs de treball a la comunitat local, és probable que inclogui diferents elements, com ara la infraestructura de transport local que permet als membres de la comunitat accedir a l'organització. Per tant, depenent de la nostra perspectiva, establim límits diferents al voltant del que nosaltres percebem com a sistema.

## Història
Desenvolupat a partir de 1966 per un equip d'acadèmics de la Universitat de Lancaster dirigit pel professor Gwilym Jenkins, com a resultat dels seus intents de fer front a situacions amb problemes de gestió amb un enfocament d'enginyeria de sistemes. L'equip va trobar que l'Enginyeria de Sistemes, que era un mètode fins aleshores utilitzat per fer front a problemes tècnics, era molt difícil d'aplicar en problemes de gestió de situacions del món real. Això va ser especialment així perquè l'enfocament suposa l'existència d'una definició del problema formal. No obstant això, es va trobar que aquesta definició unitària del que constitueix "el problema" sovint faltava en les situacions amb problemes en les organitzacions, on les diferents parts interessades sovint tenen opinions molt divergents sobre el que constitueix "el problema".
La SSM ha rebut la seva fama i reconeixement gràcies a la tasca del professor Peter Checkland que es va unir a l'equip el 1969 i el Dr. Brian Wilson que s'havia unit el 1966 i va dirigir el programa d'investigació-acció a través de l'àrea de consultoria de la Universitat 'ISCOL' des del 1970.
El desenvolupament de la SSM es presta especialment bé per fer front a situacions complexes, en què els que hi participen no tenen un acord sobre el que constitueix el problema, i que s'ha d'abordar. En aquestes situacions (per exemple: com millorar la prestació de serveis de salut, Com dur a terme un negoci d'una manera més sostenible; La millor manera de tractar els delinqüents juvenils, o millor manera de tractar l'abús de drogues), poden existir moltes diferents perspectives, els valors i les creences entorn de quins aspectes de la situació són els més importants i com fer-los front. Els diversos aspectes percebuts com a problemàtics tendeixen a estar molt relacionats entre si, canviant un dels aspectes és probable que tingui efectes en cadena sobre altres aspectes. Per això és important desenvolupar una comprensió global de les interrelacions entre els diversos aspectes de la situació problemàtica. Com una metodologia sistèmica, SSM té com a objectiu ajudar els seus usuaris en el desenvolupament d'una millor comprensió en el si d'un procés d'aprenentatge.
Ee 1960 una aportació posterior de Enid Mumford "Enfocament Participatiu" proposa que els interessats puguin arribar a acords - els acords sobre els canvis a la situació de les parts participants poden viure. Cal distingir la noció d'acomodació del concepte de consens. El consens implica que tots els actors totalment d'acord que els canvis proposats serveixen millor a totes les necessitats. El concepte d'acomodació reconeix que aquest és un estat d'estrany en la majoria de les situacions del món real, i que la majoria de les vegades les necessitats individuals només poden ser parcialment satisfetes per les propostes col·lectives.

## Les set etapes de la SSM
La versió original de la SSM com una metodologia de set etapes, publicat per Checkland a "Systems Thinking, Systems Practice", ha estat substituïda en els treballs de Checkland. No obstant això, el model de set etapes segueix sent àmpliament utilitzat i ensenyenat, ja que pel seu caràcter gradual fa que sigui fàcil d'ensenyar. El més important és que el model té una línia per diferenciar etapes entre el món real, per sobre de la línia, i el Pensament de Sistemes, per sota de la línia.
Les set etapes són les següents:
1. Entrar a la situació problemàtica,
2. Expressar la situació problemàtica.
3. La formulació de les definicions arrel (root definitions) més rellevants
4. La construcció de Models conceptuals dels sistemes humans d'activitat,
5. Comparar els models amb el món real,
6. Definir els canvis que són desitjables i factibles, i
7. L'adopció de mesures per millorar la situació del món real.

La dinàmica del mètode prové del fet que les etapes de la (2) a la (4) són sempre un procés iteratiu. Les parts interessades (definits com a client, Actors i Propietari) participen en un debat guiat per l'analista / facilitador. Durant aquest debat diverses definicions arrel (declaracions concises de sistemes apropiats) i els models conceptuals es presenten, es modifiquen i desenvolupen fins a arribar a un model desitjable aconseguit per consens. Aquest model constitueix la base per als canvis del món real.

## CATWOE
L'equip de Lancaster va proposar diversos criteris que s'han d'especificar per assegurar-se que les definicions arrel són rigoroses i comprensibles. Aquest criteri es resumeixen amb un criteri mnemotècnic anomenat CATWOE.
- Clients: Qui són els beneficiaris o víctimes d'aquest sistema? Qui es beneficiarà o patirà les seves operacions?
- Actors: Qui és el responsable de la implementació del sistema? Qui tira endavant les activitats que fan que el sistema funcioni?
- Transformació: Quines transformacions comporta el sistema? Quines són les entrades del sistema i quines transformacions pateixen per arribar a la sortida del sistema?
- Weltanschauung (O la visió del món): Quina visó del món justifica l'existència d'aquest sistema? Quin punt de vista fa que el sistema tingui sentit?
- prOpietari (Owner): Qui té l'autoritat per abolir aquest sistema o canviar les seves mesures de rendiment?
- Limitacions ambiEntals (Envireonmental constraints): Quines limitacions externes es donen per un fet.

Aquesta forma d'anàlisi aclareix què és el que l'usuari de la metodologia està tractant d'aconseguir. A l'hora de reconèixer explícitament aquestes perspectives, l'usuari de la metodologia es veu obligat a considerar l'impacte dels canvis proposats en les persones involucrades.